# 포비든 리얼리티
《포비든 리얼리티》(러시아어: Запрещённая реальность)는 2009년 공개된 러시아의 SF 액션 영화이다.

## 출연

### 주연
- 이고르 페트렌코
- 알렉산드르 바루예프
- 알렉세이 드미트리에브

### 조연
- 안드레이 처브첸코
- 발레리 거리에브
- 티나 칸데라키
- 안나 코두쉬

## 기타
- 원작자: 바실리 골로바초프